# Liste der denkmalgeschützten Objekte in Linz-Ufer
Die Liste der denkmalgeschützten Objekte in Linz-Ufer enthält die 3 denkmalgeschützten, unbeweglichen Objekte der Linzer Katastralgemeinde Ufer, die größtenteils zum Statistischen Bezirk Ebelsberg gehört, in dem diese Objekte auch liegen.
Die Zahl hinter dem Vermerk „Linz“ ist die Inventarnummer der Linzer Denkmaldatenbank, der Eintrag kann durch das Daraufklicken erreicht werden. Sofern kein anderer Beleg angegeben ist, stammen die Informationen in den Beschreibungstexten von dort.

## Denkmäler
| Foto |                 | Denkmal                                                                        | Standort                                       | Beschreibung | Metadaten |
| ---- | --------------- | ------------------------------------------------------------------------------ | ---------------------------------------------- | --- | --- |
| ja   | Datei hochladen | Kaserne Ebelsberg; Hillerkaserne HERIS-ID: 100742 Objekt-ID: 117014 Linz: 1388 | Ebelsberger Schloßweg 24, 28 Standort KG: Ufer | Die weitläufige Anlage wurde 1938–1940 errichtet und diente in den folgenden Jahren als Unterkunft für Verbände der Waffen-SS, Bedienstete der deutschen Reichsbahn und als Lager für Ostflüchtlinge. Nach dem Kriegsende bis 1950 waren in der Kaserne amerikanische Besatzungstruppen untergebracht. Ab 1947 wurde die Kaserne auch als DP-Lager verwendet. 1951–1956 beherbergte sie die Gendarmerieschule der B-Gendarmerie. Am 15. Mai 1967 wurde die Kaserne nach Johann Freiherr von Hiller „Hiller-Kaserne“ benannt. Die Gebäude sind, in mehreren Reihen angeordnete, dreigeschoßige Blöcke mit ziegelgedeckten Walmdächern. Die nahezu quadratischen Fenster sind noch originalversprosst. Gaupen und Rauchfänge wurden neu errichtet oder verändert. | BDA-Hist.: Q1618720 Status: § 2a Stand der BDA-Liste: 2025-06-30 Name: Kaserne Ebelsberg; Hillerkaserne GstNr.: 154/7 Hiller-Kaserne                 |
| ja   | Datei hochladen | Informatik Hauptschule 23 HERIS-ID: 78541 Objekt-ID: 92203 Linz: 1389          | Ebelsberger Schloßweg 26 Standort KG: Ufer     | Die Schule wurde 1946 erbaut. Bauherr war die Stadtgemeinde Linz, geplant wurde sie von Architekt Fritz Fanta. Die Schule befindet sich im Komplex der Hiller-Kaserne, ist aber vom Kasernenareal durch Umzäunung abgegrenzt. | BDA-Hist.: Q38152363 Status: § 2a Stand der BDA-Liste: 2025-06-30 Name: Informatik Hauptschule 23 GstNr.: 154/11, .146/1, .153 Hauptschule 23 (Linz) |
| ja   | Datei hochladen | Annakapelle HERIS-ID: 100704 Objekt-ID: 116973 Linz: 1053                      | Wiener Straße Standort KG: Ufer                | Die Annakapelle wurde vermutlich um 1800 erbaut. Sie hat eine begehbare Vorhalle und ein Schopfwalmdach. In den Seitenwänden befinden sich Rundbogenfenster. | BDA-Hist.: Q37785395 Status: § 2a Stand der BDA-Liste: 2025-06-30 Name: Annakapelle GstNr.: .51                                                      |